# Cameron Sharp
Cameron Sharp (Reino Unido, 3 de junio de 1958) es un atleta británico retirado especializado en la prueba de 200 m, en la que ha conseguido ser subcampeón europeo en 1982.

## Carrera deportiva
En el Campeonato Europeo de Atletismo de 1982 ganó la medalla de plata en los 200 metros, con un tiempo de 20.47 segundos, llegando a meta tras el alemán Olaf Prenzler (oro con 20.46 s) y por delante del también alemán Frank Emmelmann (bronce con 20.60 s).